# Sambia
Die Republik Sambia [ˈzambi̯a] (englisch Republic of Zambia [ˈzæmbɪə]) ist ein Binnenstaat im südlichen Afrika. Er grenzt an Angola, die Demokratische Republik Kongo, Tansania, Malawi, Mosambik, Simbabwe, Botswana und Namibia. Der Name leitet sich vom Fluss Sambesi ab. Sambia war vormals Nordrhodesien und wurde am 24. Oktober 1964 von der britischen Kolonialmacht Vereinigtes Königreich unabhängig, blieb aber Mitglied im britisch geführten Commonwealth of Nations, die Amtssprache blieb Englisch.

## Geographie
Der größte Teil Sambias besteht aus relativ wenig reliefierten Hochebenen zwischen 1000 und 1400 Meter Höhe. Diese Hochebenen sind allerdings sehr unterschiedlich. Im Norden stellt das Bangweulubecken den Boden eines riesigen Kraters dar, das im Süden von der Hochebene des Copperbelt, im Westen vom langen Luapulatal, im Norden von den Mporokosobergen und im Osten vom Muchinga-Gebirge begrenzt wird. Entlang dieses Gebirges zieht sich von Nord nach Süd das Luangwatal, das im Norden von Ausläufern des südlichen tansanischen Hochlandes und im Osten durch die Mafinga Hills begrenzt wird, die in das zentrale Hochland von Malawi übergehen und in denen sich die höchste Landesstelle befindet, der Mafinga mit 2339 Metern über dem Meeresspiegel. Der Westen Sambias mit dem Quellgebiet des Sambesi ist ein flaches Sandgebiet der Kalahari-Wüste, das nach Süden hin sanft abfällt. Erst entlang des Sambesi-Steilhanges finden sich dramatische Reliefs.
Der Sambesi entspringt in Nordsambia und bildet Sambias Südgrenze zu Namibia, Botswana (strittig) und Simbabwe (mit den Viktoriafällen), wobei er auch den aufgestauten Karibasee durchfließt.

### Klima

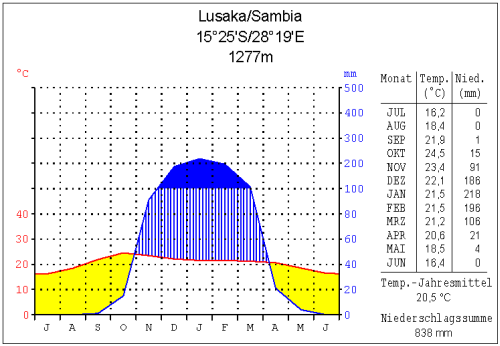
Klimadiagramm von Lusaka

Sambia hat mildes tropisches Klima, das durch die Höhenlage gemäßigte Temperaturen aufweist (Kalttropen). Es gibt drei Jahreszeiten:
- Eine kühle Trockenzeit von Mai bis September mit Temperaturen zwischen 15 und 27 °C. In den Monaten Juni und Juli können die Morgentemperaturen auf 10 °C und die Nachttemperaturen auf 4,5 °C absinken.
- Eine heiße Trockenzeit im Oktober und November mit Temperaturen zwischen 24 und 32 °C.
- Eine heiße, schwüle Regenzeit von Dezember bis April mit heftigen tropischen Stürmen. Die durchschnittlichen Temperaturen liegen in dieser Zeit zwischen 27 und 38 °C. Tagsüber wechseln sich sehr starke Regenschauer mit stellenweise sonnigem Wetter ab. In einigen Jahren, etwa 2007/2008, kam es zu ungewöhnlich intensiven Niederschlägen, die Todesopfer forderten und Ernten bedrohten.[5]

Die vorherrschende Vegetation in weiten Teilen des Landes sind Savannen (siehe auch Miombo).
In den vergangenen Jahren gab es in Sambia ausgeprägte Dürren, die 2019 zu Niederschlägen von nur 327 mm in dieser Saison von November bis April statt der sonst üblichen 800–1000 mm führten. Die Erntemengen für landwirtschaftliche Erzeugnisse wie Mais gingen zurück.

### Gewässer

#### Wasserfälle
Sambia liegt auf einem über 1000 Meter hohen Plateau, das von tiefen Tälern und Senken umgeben ist. Deshalb gibt es zahllose Wasserfälle im Land, von denen die Victoriafälle des Sambesi die bekanntesten sind. Von den weiteren Fällen sind die des Flusses Kalungwishi im Norden hervorzuheben. Er bietet mit den Lumangwefällen, Chimpepefällen, Kabwelumafällen, Kundabwikufällen und Mumbulumafällen eine Serie, die durch die Kapumafälle, die Lupupafälle und die Pulefälle an seinen Nebenflüssen ergänzt wird. Auch der Luapula hat mit den Mambilimafällen und den fast unzugänglichen Mambatutafällen einzigartige Wildwasserschnellen mit großem Gefälle. Am Tanganjikasee stürzen die Kalambofälle und die Lunzuafälle über 200 Meter in die Tiefe. Nahe dabei liegen die Sanzyefälle. Neben diesen Naturschauspielen gibt es weitere Wasserfälle wie die Senkelefälle, Chusafälle und Namundelafälle des Flusses Mansha zwischen Mpika und Kasama. In dieser Gegend liegen auch die Chishimbafälle, Mutinondo-Wildnisfälle und Lwitikilafälle. Weiter südlich finden sich die Kundalilafälle.

#### Seen und Sümpfe
Sambia hat vier verschiedene Seen- und Sumpfgebiete. Der Karibastausee des Sambesi liegt im Süden. Das System des Kafue mit den Lukangasümpfen, dem Itezhitezhi-Stausee und dem Kafuestausee prägt Zentralsambia südlich des Copperbelts. Das Bangweulubecken mit dem Bangweulusee und den ihn umgebenden Bangweulusümpfen breitet sich nördlich des Copperbelt aus. Ganz im Norden in den geologischen Brüchen liegen im Rifttal der Tanganjikasee und in der Senke hinter dem Bangweulublock mit den Mporokosobergen der Mwerusee sowie der Mweru-Wantipa-See.

#### Flüsse
Sambia wird durch zwei Flusssysteme geprägt: das Einzugsgebiet des Sambesi nach Süden und das des Kongo nach Norden. Beide Einzugsgebiete sind grenzüberschreitend und von kontinentaler Bedeutung. Das System des Sambesi teilt sich in den Oberlauf mit den Nebenflüssen Cuando, Lungwebungu, Luanginga von Angola her, Kabompo mit Westlicher Lunga, Luena, Lufupa von Osten, den Mittellauf mit den Nebenflüssen Kafue mit Lunga und Lusiwishi sowie Chongwe und schließlich den Luangwa mit seinen Nebenflüssen Mansha, Lunsemfwa, Lukusashi und Mulingushi. Das Teilsystem des Kongo in Sambia ist der Chambeshi, der wie zahlreiche kleinere Flüsse ins Bangweulubecken fließt und dieses als Luapula verlässt, um in den Mwerusee zu münden, zu dem von den Mporokosobergen auch der Kalungwishi kommt.

### Nationalparks
Südluangwa-Nationalpark – Nordluangwa-Nationalpark – Luambe-Nationalpark – Lukusuzi-Nationalpark – Nyika – Nsumbu-Nationalpark – Mweru-Wantipa-See mit Mweru Wantipa-Nationalpark – Lusenga-Plain-Nationalpark – Bangweulusümpfe – Kasanka-Nationalpark – Lavushi-Manda-Nationalpark – Isangano-Nationalpark – Kafue-Nationalpark – Lochinvar-Nationalpark – Blaue-Lagune-Nationalpark – Liuwa-Plain-Nationalpark – West-Lunga-Nationalpark – Sioma-Ngweizi-Nationalpark – Mosi-oa-Tunya – Unterer-Sambesi-Nationalpark

### Humangeografie

#### Territoriale Gliederung
Der Staat Sambia ist in 2 Ebenen mit eigener Verwaltung gegliedert, die Provinzen und die Distrikte. Darunter gibt es noch Wahlkreise und Wards, die allerdings keine eigene Verwaltung haben.
Der Staat gliedert sich seit 2011 in zehn Provinzen (Hauptstädte in Klammern):
1. Zentralprovinz – (Kabwe)
2. Copperbelt – (Ndola)
3. Ostprovinz – (Chipata)
4. Luapula – (Mansa)
5. Lusaka – (Lusaka)
6. Nordprovinz – (Kasama)
7. Nordwestprovinz – (Solwezi)
8. Südprovinz – (Choma, bis 2013 Livingston)
9. Westprovinz – (Mongu)
10. Muchinga – (Chinsali)

Die zehn Provinzen sind wiederum in 116 Distrikte aufgeteilt (Stand 2023). Deren Zahl hat in den letzten 20 Jahren stark zugenommen, da durch die jeweiligen Präsidenten neue Distrikte ausgewiesen wurden.
2016 gab es 156 Wahlkreise. Diese Zahl liegt heute nicht mehr sehr weit über der der Distrikte. Viele Distrikte waren in mehrere Wahlkreise aufgeteilt. Allerdings wurden in der Vergangenheit bei der Neubildung eines Distriktes der entsprechende Wahlkreis abgespaltet.
Die unterste Verwaltungseinheit sind die Wards. Distrikte sind in jeweils meist über zehn Wards aufgeteilt; insgesamt gibt 1858 Wards (2021).

#### Städte
Im Jahr 2023 lebten 46 Prozent der Einwohner Sambias in Städten. Die 5 größten Städte sind (Stand 2022):
1. Lusaka: 2.204.059 Einwohner
2. Kitwe: 625.000 Einwohner
3. Ndola: 624.579 Einwohner
4. Kabwe: 299.206 Einwohner
5. Chingola: 255.000 Einwohner

#### Traditionelle Verwaltungsstrukturen
Neben den modernen Verwaltungsebenen existieren in Sambia auch traditionellen Autoritäten. Beinahe ganz Sambia, 94 % der Landesfläche, ist in 288 Chiefdoms von unterschiedlicher Größe aufgeteilt. Dabei sind die Gebietsgrenzen sehr oft nicht an Distriktgrenzen gebunden.

## Bevölkerung

### Demografie
Sambia hatte 2023 20,7 Millionen Einwohner. Das jährliche Bevölkerungswachstum betrug + 2,8 %. Zum Bevölkerungswachstum trug ein Geburtenüberschuss (Geburtenziffer: 34,1 pro 1000 Einwohner vs. Sterbeziffer: 6,7 pro 1000 Einwohner) bei. Die Anzahl der Geburten pro Frau lag 2022 statistisch bei 4,2. Die Lebenserwartung der Einwohner Sambias ab der Geburt lag 2022 bei 61,8 Jahren. Der Median des Alters der Bevölkerung lag im Jahr 2021 bei 16,9 Jahren. Im Jahr 2023 waren 42,0 Prozent der Bevölkerung unter 15 Jahre, während der Anteil der über 64-Jährigen 1,9 Prozent der Bevölkerung betrug. Die staatliche Zuständigkeit für die Aufgaben der landesweiten amtlichen Statistik liegt bei der Zambia Statistics Agency.
| Jahr         | Einwohnerzahl |
| ------------ | ------------- |
| 1950         | 2.310.000     |
| 1960         | 3.045.000     |
| 1969, Zensus | 4.056.955     |
| 1970         | 4.174.000     |
| 1980, Zensus | 5.661.801     |
| 1990, Zensus | 7.383.097     |
| 2000, Zensus | 9.885.591     |
| 2010, Zensus | 13.092.576    |
| 2015         | 15.473.905    |
| 2020         | 18.384.000    |
| 2022, Zensus | 19.610.769    |
| 2030         | 24.326.000    |
| 2050         | 39.121.000    |

### Bevölkerungsstruktur

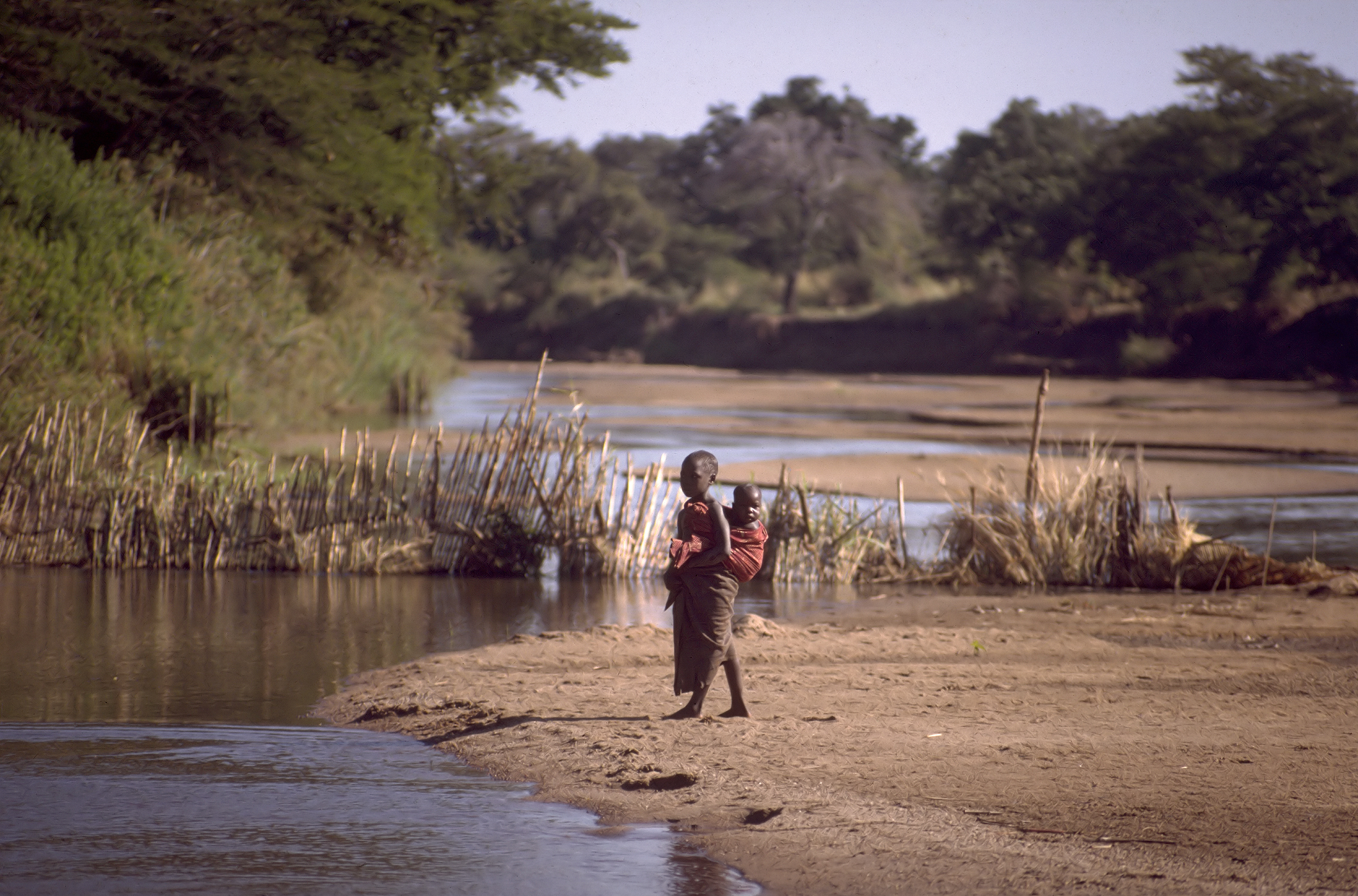
Ein Mädchen an einem Fluss nahe Mfue

Sambias schwarze Bevölkerung (98,1 %) besteht zu 99 % aus etwa 72 bantusprachigen ethnischen Gruppen. 90 % der Sambier gehören zu acht ethnolinguistischen Gruppen. Die größte der acht Gruppen sind die Bemba, die 21 % der Bevölkerung ausmachen. Das Volk der Rotse (5,7 %) lebt vor allem im Süden. Aus den Reihen der Rotse kommen viele Persönlichkeiten der Politik und Wirtschaft. Die Tradition der Bemba wie auch der Rotse, die beide ursprünglich aus dem südöstlichen Kongobecken stammen, ist durch die Institution des Häuptlingtums geprägt.
Im Süden des Landes sind schon seit Jahrtausenden die Tonga mit 13,6 % der Gesamtbevölkerung ansässig. Die Vertreibung dieser im Sambesital lebenden Gruppe durch die Briten im Zuge des Karibadammbaus hat starke Veränderungen ihrer traditionellen Kultur mit sich gebracht. Weitere der acht größten Ethnien sind die Nyanja-Chewa (7,4 %), die Nsenga (5,3 %), die Tumbuka (4,4 %), die Ngoni (4 %) und die Lala (3,1 %). Kleinere Minderheiten bilden gemäß der Volkszählung von 2010 die Kaonde (2,9 %), die Namwanga (2,8 %), die Lunda (2,6 %), die Mambwe (2,5 %), die Luvale (2,2 %), die Lamba (2,1 %), die Ushi (1,9 %), die Lenje (1,6 %), die Bisa (1,6 %), die Mbunda (1,2 %) und die Luba. Andere Volksgruppen machen 13,8 % aus.
Von der Bevölkerung der Khoisan mit inzwischen lediglich 0,7 % Anteil leben nur noch die Twa in kleinen Gruppen im Bereich des Bangweulusees. Daneben gibt es (zu 1,2 %) Europäer und Inder. Im Jahre 2017 waren 0,9 % der Bevölkerung im Ausland geboren. Die meisten davon waren aus Angola, der DR Kongo und Mosambik.
In Sambia leben außerdem etwa 100.000 Chinesen, die im Rahmen des Projekts Neue Seidenstraße nach Sambia zogen.

### Sprachen
Es werden hauptsächlich Bantusprachen gesprochen; einzige Amtssprache ist allerdings Englisch, obwohl sie nur von 1,7 % der Bevölkerung als Muttersprache gesprochen wird. Als Verkehrssprachen sind Bemba (wird von ca. 35 % der Bevölkerung gesprochen) und Nyanja (21 %) verbreitet. Nyanja wird auch in der Hauptstadt gesprochen, dazu kommen etwa 4 % Chewa-Sprecher. Auch Chitonga (12 %) ist eine verbreitete Sprache. Lozi (6 %), die Sprache der Rotse, wird in weiten Teilen des Südens als Verkehrssprache genutzt.
Zu den 43 gesprochenen Sprachen im Land zählen gemäß Volkszählung 2010 ferner Nsenga mit 2,9 %, Tumbuka mit 2,5 %, Lunda (Nordwest) 1,9 %, Kaonde 1,8 %, Lala mit 1,8 %, Lamba mit 1,8 %, Luvale mit 1,5 %, Mambwe mit 1,3 %, Namwanga mit 1,2 %, Lenje mit 1,1 % und Bisa mit 1 % Anteil. Andere Sprachen machen 9,4 % aus.

### Religionen

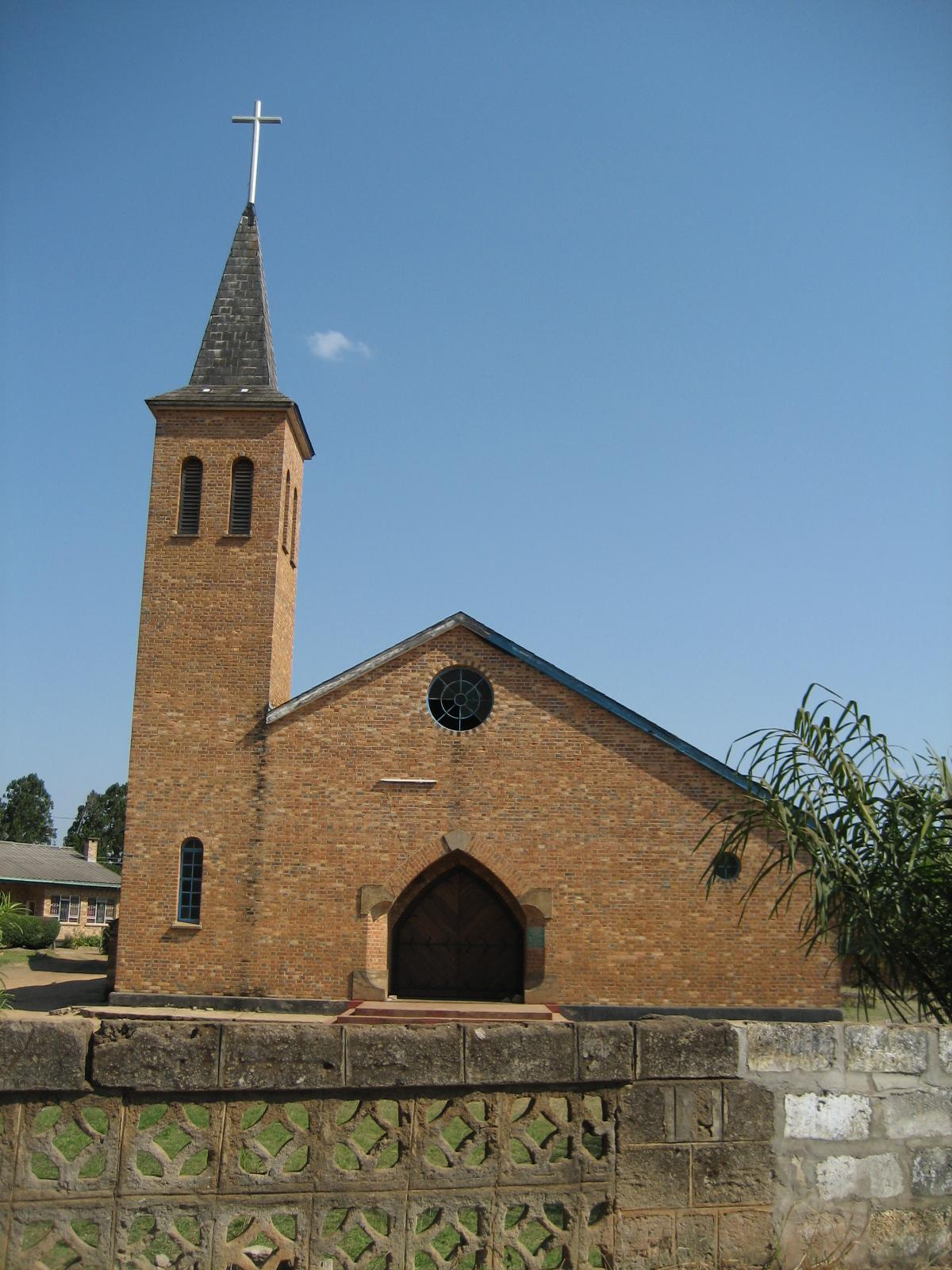
Katholische Kirche in Mansa

Die Verfassung des Landes definiert Sambia per Verfassungsänderung 1996 als christliche Nation. Die Religion mit den meisten Anhängern ist das Christentum in vielen Konfessionen, die teilweise auf unterschiedliche Missionarstätigkeit zurückgehen. Gemäß Volkszählung 2010 sind 75,3 % der Einwohner Protestanten (darunter Anglikaner, Anhänger der Pfingstbewegung und der Neuapostolischen Kirche) und 20,2 % römisch-katholisch.
Daneben bestehen afrikanische Religionen in Sambia, die sich oft mit dem Christentum überlappen. Bekannt ist die Religion der Tumbuka mit dem Vimbuza-Kult. Diese Besessenheitskulte werden in Sambia als Mashawe zusammengefasst.
Muslime (überwiegend sunnitisch) machen 0,5 % aus. Es gibt auch Bahai (rund 220.000, Stand 2005) sowie Hindus und Buddhisten.

### Bildung
Für die 7- bis 14-Jährigen besteht eine Schulpflicht. Die Alphabetisierungsrate betrug 2015 63,3 % (Frauen: 56,0 %, Männer: 70,9 %).

### Gesundheit
Sambia gehört zu den Ländern mit der höchsten HIV-Infektionsrate. Das erklärt den starken Rückgang der Lebenserwartung zwischen 1990 und 2005 von 60 (im Jahr 1990) auf etwa 40 Jahre. Im Jahr 2006 gab es 750.000 AIDS-Waisen in Sambia. Für das Jahr 2015 wurde damals mit einer Million Waisen gerechnet, was 20 Prozent der Kinder im Land entspräche. Die meisten der Waisen erhalten keine formale Schulausbildung. Sechs Prozent gelten als obdachlos, UNICEF spricht von zehn Prozent. Nur ein Prozent findet Platz in einem Waisenhaus.
In den letzten Jahren ist die HIV-Infektionsrate etwas gesunken. Die Lebenserwartung der Einwohner Sambias ab der Geburt lag 2020 bei 64,2 Jahren (Frauen: 67,2, Männer: 61,1).
Ein weiteres erhebliches Gesundheitsproblem stellt Malaria dar. Im Jahr 2007 berichtete der Internationale Währungsfonds über Sambia von 4 Millionen klinischen Fällen und 50.000 Toten pro Jahr aufgrund dieser Infektionskrankheit.
Die Sterblichkeit bei unter 5-jährigen betrug 2022 55,6 pro 1000 Lebendgeburten.
Die Lebenserwartung der Einwohner Sambias ab der Geburt lag 2022 bei 61,8 Jahren (Frauen: 64,5, Männer: 59,1).
Die Lebenserwartung stieg von 45,2 Jahren im Jahr 2000 bis 2022 um 37 %.

## Geschichte
Das heutige Sambia war bereits in frühmenschlicher Zeit besiedelt, wie ein Schädelfund in Kabwe („Kabwe 1“) bezeugt. Frühe Bewohner waren die eher hellhäutigen San, die später durch dunkelhäutige Bantu verdrängt wurden. Etwa im Jahr 1000 begann der Kupferbergbau. 1835 gelangten im Zuge der Mfecane Nguni aus dem südafrikanischen Raum in das Gebiet. Der erste Europäer im heutigen Sambia war der britische Forschungsreisende David Livingstone im Jahr 1851. Nachdem der Brite Cecil Rhodes 1888 mehrere Verträge mit lokalen Herrschern geschlossen hatte, kam das Gebiet 1890 zur britischen Kolonie Rhodesien. Im Jahre 1918 gab es eine Pandemie der Spanischen Grippe, die zahlreiche Todesopfer forderte. 1923 wurde das Gebiet als Nordrhodesien Teil des britischen Protektorats Rhodesien.
Seit etwa 1930 wurde der Kupferbergbau durch zahlreiche Bergwerksgründungen intensiviert, was einen starken Anstieg in der Bevölkerungszahl von Nordrhodesien bewirkte. Sowohl weiße, meist aus Südafrika, als auch schwarze Arbeiter zogen um das Zehnfache aus nahen und entfernteren Regionen zu. Nur für eine kurze Zeit ging die Kupfergewinnung im Verlauf der Weltwirtschaftskrise zurück und stieg ab 1933 wieder an, um 1937 einen Höchstpunkt zu erlangen. Dieser wirtschaftliche Anstieg im Bergbau wirkte sich förderlich auf die landwirtschaftlichen Betriebe zur Versorgung der Bevölkerung in den wachsenden Städten und Ballungszentren aus. Zunächst waren es die Farmen weißer Eigentümer, die davon profitierten. Größere Streiks der Bergleute aus der schwarzen Bevölkerung kamen seit 1935 auf, die durch deren Ungleichbehandlung bei den Löhnen gegenüber eingewanderten Bergarbeitern veranlasst waren. Daraus entwickelten sich politische Gruppen, die der Interessensvertretung der afrikanischen Bevölkerung dienten.
Die Kolonialbehörden erlaubten noch vor der Unabhängigkeit ein durch Bildungs- und Eigentumseinschränkungen geschmälertes Wahlrecht für die indigene Bevölkerung.

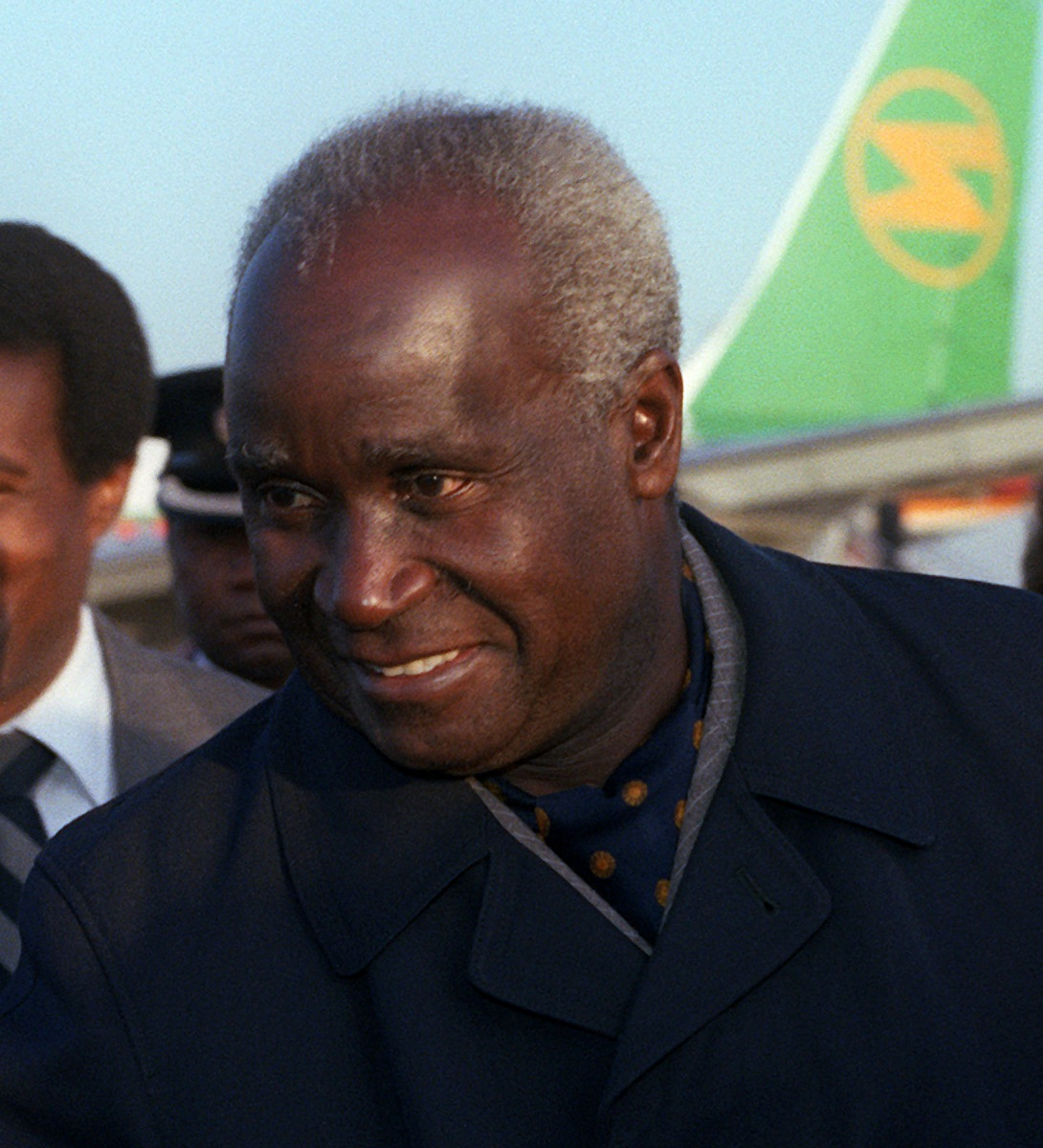
Kenneth Kaunda

Von 1954 bis zur Unabhängigkeit 1964 war Nordrhodesien Teil der Föderation von Rhodesien und Njassaland, zusammen mit Südrhodesien (heute Simbabwe) und Njassaland (heute Malawi).
Die Verfassung von 1959 garantierte europäischen, indischen und afrikanischen Frauen und Männern das Wahlrecht, allerdings unter strengen Einschränkungen in Bezug auf Staatsangehörigkeit, Aufenthaltsstatus, Bildung und Eigentum. Diese Beschränkungen schufen ein großes Ungleichgewicht zugunsten der weißen Bevölkerung. Die ersten Direktwahlen wurden am 30. Oktober 1962 unter einem deutlich ausgeweiteten Wahlrecht abgehalten. Diese führten zur Unabhängigkeit Sambias und waren die ersten Wahlen, bei denen das aktive und passive Frauenwahlrecht galt. Im Oktober 1964 wurde bei der Unabhängigkeit das allgemeine Wahlrecht für Erwachsene erreicht. 1964 wurde Kenneth Kaunda von der United National Independence Party (UNIP) zum ersten Präsidenten Sambias gewählt.
Doch Sambias Reichtum, das Kupfer, konnte weder durch Südrhodesien per Bahn exportiert werden (UNO-Sanktionen gegen die dortige Revolte der weißen Farmer gegen Großbritannien), noch erbrachte es bei stark sinkenden Weltmarktpreisen für Kupfer hohe Einnahmen. Kenneth Kaunda vermochte die steigende Korruptheit von Verwaltung und Regierungspartei nicht einzudämmen. Im Jahr 1973 erklärte Kaunda Sambia zum Einparteienstaat, nachdem es Unruhen wegen der neuen Verfassung gegeben hatte.
Kaunda ließ nach massivem Druck von Zivilgesellschaft und internationalen Gebern im Jahr 1990 die erste demokratische Mehrparteienwahl seit der ersten Republik zu. Nach einer Verfassungsänderung und damit verbundenen Parteigründungen gewann der Oppositionskandidat Frederick Chiluba die Wahlen 1991 zum Präsidenten. Die neue Regierungspartei war nun das Movement for Multi-Party Democracy (MMD). Damit fand einer der ersten friedlichen Machtwechsel durch Abwahl eines Regierungschefs in Afrika statt. Die umstrittenen Präsidentenwahl am 2. Januar 2002 gewann Levy Mwanawasa. Die Wahl bezeichneten EU-Beobachter als chaotisch und unfair. Präsident Levy Mwanawasa wurde am 28. September 2006 für eine zweite Amtszeit wiedergewählt, diesmal unter geordneten und freien Umständen.
Nach Mwanawasas Tod im August 2008 übernahm Vizepräsident Rupiah Banda zunächst kommissarisch das Amt des Staatspräsidenten. Bei der Neuwahl des Staatspräsidenten konnte sich Banda am 30. Oktober 2008 nach staatlichen Angaben knapp vor dem Oppositionsführer Michael Sata (Patriotic Front, PF) durchsetzen.
Am 23. September 2011 setzte sich Michael Sata gegen seinen politischen Gegner Rupiah Banda bei den Präsidentschaftswahlen durch. Nach der Machtübernahme Satas fanden zahlreiche Korruptionsprozesse statt. Dabei wurden vor allem Angehörige der bisherigen Regierung verurteilt. In diesem Zusammenhang wurden auch ehemals privatisierte Betriebe wieder verstaatlicht, Oppositionelle wurden verfolgt und mundtot gemacht. 70 Prozent der Staatsangestellten gehörten der Ethnie von Michael Sata, den Bemba, an.
Nachdem Michael Sata im Oktober 2014 verstorben war, wurde der schottischstämmige Guy Scott Interimspräsident. Mit der Wahl im Januar 2015 löste ihn Edgar Lungu (PF) ab, dessen Vizepräsidentin war Inonge Wina. Ein zentrales Projekt während seiner Präsidentschaft war die Verstaatlichung der Kupferminen von Mopani, die sich zu 10 % in der Hand des sambischen Staates befinden, während die restlichen Anteile die schweizerische Glencore sowie die kanadische First Quantum Limited hielten. Die hierfür notwendigen Kreditkosten von 1,2 Milliarden Euro sollen über 3 % der jährlichen Gewinne aus dem Kupferabbau refinanziert werden. Während seiner Amtszeit kam Lungu wegen seines autoritären Gebarens zunehmend in die Kritik. Sambia geriet außerdem in eine Wirtschaftskrise, die die COVID-19-Pandemie ab 2020 noch verschärfte, sodass das Land im November 2020 zahlungsunfähig war und Umschuldungen beantragen musste. Bei den Wahlen 2021 wurde Lungu abgewählt und Hakainde Hichilema (United Party for National Development, UNPD) als sein Nachfolger gewählt. Im ersten Jahr setzte Hichilema besonders auf den Ausbau des Bildungs- und Gesundheitssektors durch die Neueinstellung von 30.000 Lehrkräften sowie 11.000 Krankenpflegern und Ärzten.

## Politik

### Politisches System
Nach der Verfassung von 1991 ist Sambia eine Präsidialrepublik im Commonwealth. An der Spitze der Exekutive steht der für fünf Jahre gewählte Staatspräsident, der zugleich Oberbefehlshaber der Streitkräfte ist. Eine einmalige Wiederwahl ist möglich. Der Präsident ist gleichzeitig Regierungschef und führt das Kabinett. Bei der Präsidentschaftswahl am 12. August 2021 gewann der Oppositionskandidat Hakainde Hichilema mit 59,4 % gegen den Amtsinhaber Edgar Lungu, der 38,3 % erreichte. Bei der vorhergehenden Wahl 2016 hatte Lungu noch mit einem knappen Vorsprung von 50,4 % gesiegt.
Das Parlament (die Nationalversammlung) setzt sich aus 167 Mitgliedern zusammen. Davon werden 156 in Einpersonenwahlkreisen nach dem relativen Mehrheitswahlrecht gewählt, acht vom Präsidenten ernannt, drei Personen sind qua Amt Mitglieder. Die letzte Parlamentswahl fand am 12. August 2021 statt.
| Partei                                     | Stimmenanteil | Sitze | ±   |
| ------------------------------------------ | ------------- | ----- | --- |
| United Party for National Development      | 46,64         | 82    | +24 |
| Patriotic Front                            | 35,30         | 63    | −17 |
| Party of National Unity and Progress       | 0,28          | 1     | +1  |
| Forum for Democracy and Development        | 0,09          | 0     | −1  |
| Movement for Multi-Party Democracy         | 0,07          | 0     | −3  |
| Unabhängige                                | 14,4          | 10    | −4  |
| Ernannte Mitglieder und Mitglieder qua Amt | –             | 11    | –   |
| Gesamt                                     |               | 167   | 0   |

Die Legislaturperiode beträgt fünf Jahre. 27 Vertreter ethnischer Gruppen bilden das House of Chiefs. Das Rechtswesen orientiert sich am britischen Recht sowie (meist familienrechtlich) an Stammesrecht.

### Politische Indizes
| Name des Index                     | Indexwert    | Weltweiter Rang | Interpretationshilfe | Jahr |
| ---------------------------------- | ------------ | --------------- | --- | ---- |
| Fragile States Index               | 81,2 von 120 | 50 von 179      | Stabilität des Landes: große Warnung 0 = sehr nachhaltig / 120 = sehr alarmierend Rang: 1 = fragilstes Land / 179 = stabilstes Land | 2024 |
| Demokratieindex                    | 5,73 von 10  | 77 von 167      | Hybridregime 0 = autoritäres Regime / 10 = vollständige Demokratie                                                                  | 2024 |
| Freedom in the World Index         | 53 von 100   | —               | Freiheitsstatus: teilweise frei 0 = unfrei / 100 = frei                                                                             | 2024 |
| Rangliste der Pressefreiheit       | 57,3 von 100 | 82 von 180      | Erkennbare Probleme für die Pressefreiheit 100 = gute Lage / 0 = sehr ernste Lage                                                   | 2025 |
| Korruptionswahrnehmungsindex (CPI) | 39 von 100   | 92 von 181      | 0 = sehr korrupt / 100 = sehr sauber                                                                                                | 2024 |

### Menschenrechte
Verglichen mit vielen Nachbarländern in der Region wird die Menschenrechtssituation eher positiv bewertet. Auch gilt Sambia seit langem als ein Land, in dem sich politische Prozesse, wie Wahlen, relativ gewaltfrei und geordnet vollziehen. In Sambia gab es noch nie eine Militärdiktatur und auch die langen Jahre der UNIP-Einparteienherrschaft 1973 bis 1991 unter Präsident Kenneth Kaunda waren nicht durch harte Unterdrückung gekennzeichnet und es gab kaum politische Gefangene. Die Lage der Menschenrechte verschlechterte sich in den Jahren der Präsidentschaft Michael Satas (2011 bis 2014) und seines Nachfolgers Edgar Lungu (2015 bis 2021). Galt das Land früher als Positiv-Beispiel für demokratische Entwicklung, wurde die Entwicklung Sambias in den Jahren vor 2021 zunehmend skeptisch beurteilt. Vor den Wahlen 2021 urteilte Deprose Muchena von Amnesty International: „Was wir in Sambia vor allem in den letzten fünf Jahren erlebt haben, ist ein zunehmend brutales Vorgehen gegen die Menschenrechte, das durch dreiste Angriffe auf jede Form von Dissens gekennzeichnet ist“. Oppositionelle und Kritiker würden verhaftet und Proteste gewaltsam aufgelöst. Berichte über die Unterdrückung der Presse mehrten sich. Laut Reporter ohne Grenzen nahmen Einschüchterungsversuche der Regierung auf Journalisten zu und auf Druck der Regierung wurden eine Zeitung und ein Sender geschlossen. Um Journalisten strafrechtlich zu verfolgen, nutze die Regierung entweder einen Vorwand wie die Nichtzahlung von Steuern oder die verschiedenen Gesetze gegen Verleumdung und Aufwiegelung.
Auch die Korruption hat zugenommen. „Während im Jahr 2017 noch 15 Prozent der Befragten angaben, innerhalb des vergangenen Jahres für einen öffentlichen Dienst wie bei der Polizei oder im Gesundheitswesen Bestechungsgelder gezahlt zu haben, hat sich dieser Wert im Jahr 2020 auf 27 Prozent fast verdoppelt.“
Der Wahlsieg des Oppositionskandidaten Hakainde Hichilema bei der Präsidentschaftswahl 2021 wurde mit großen Erwartungen in Hinsicht auf die Besserung der Menschenrechtslage und der Korruptionsbekämpfung begleitet.
Sambia schaffte die Todesstrafe formell im Dezember 2022 ab. Zuletzt vollstreckt wurde sie 1997. Ab 2015 galt die Todesstrafe als de facto abgeschafft, nachdem Präsident Lungu 332 Todesurteile in lebenslange Freiheitsstrafen umgewandelt hatte. Die Todesstrafe wurde mit einer Reform des Strafgesetzbuches entfernt.
Aufgrund der sehr hohen Zahl von AIDS-Fällen müssen viele ältere Kinder nach dem Tod der Eltern die Familie versorgen. Insgesamt müssen 1,2 Millionen der 7- bis 14-jährigen Kinder arbeiten. Das entspricht fast der Hälfte dieser Altersklasse.
Homosexuelle, Bisexuelle und Transgender werden von offizieller Seite diskriminiert und stigmatisiert, so die Menschenrechtsorganisation Human Rights Watch. Auch einvernehmliche homosexuelle Handlungen unter Männern bzw. unter Frauen gelten in Sambia als strafbar und können mit Haftstrafen von bis zu 14 Jahren geahndet werden.

### Außenpolitik
Als afrikanisches Binnenland mit industriellen Schwerpunkten im Bergbau und Agrarsektor möchte Sambia vor allem seine wirtschaftlichen Beziehungen fördern und ausländisches Investment anwerben.
Sambia ist als Mitglied der Entwicklungsgemeinschaft des südlichen Afrika (SADC), des gemeinsamen Marktes im südlichen und östlichen Afrika (COMESA), der Afrikanischen Union sowie des Commonwealth of Nations.
Wichtig sind für Sambia die Beziehungen zu seinen Nachbarstaaten sowie den großen westlichen Staaten wie den USA, Deutschland und der ehemaligen Kolonialmacht Großbritannien, von denen es Entwicklungsinitiativen erhält. Im September 2018 stoppten Großbritannien, Finnland, Irland und Schweden ihre Zahlungen für das „Social Cash Transfer Programme“, nachdem ein Millionenbetrag durch Korruption verschwunden war.
Der bedeutendste außenpolitische Bezugspunkt für Sambia in Afrika ist Südafrika. Ein immer wichtigerer Partner ist die Volksrepublik China, die in Sambias Bergbau- und Energiesektor investiert. Sambia verfügt über ein staatliches Investitionsunternehmen, die Industrial Developement Corporation (IDC), die ähnlich der gleichnamigen südafrikanischen Institution eine Lenkungsfunktion ausübt.

## Wirtschaft

### Allgemeines
Landwirtschaft und Kupfer- und Kobaltbergbau und -verhüttung im Copperbelt, einem Bergwerksdistrikt im Norden mit großen Städten wie Kitwe, Ndola und Mufulira, sind die tragenden Sektoren der Wirtschaft in Sambia. In Kabwe (im zentralen Sambia) werden auch Zinn- und Bleibergbau betrieben. Dienstleistungen und Industrie sind unterentwickelt. Trotz aller wirtschaftlicher Anstrengungen zählt Sambia nach wie vor zu den ärmsten Ländern der Welt: Noch 2003 belief sich der Anteil der Bevölkerung mit weniger als 1 US-Dollar pro Tag auf 64 %.

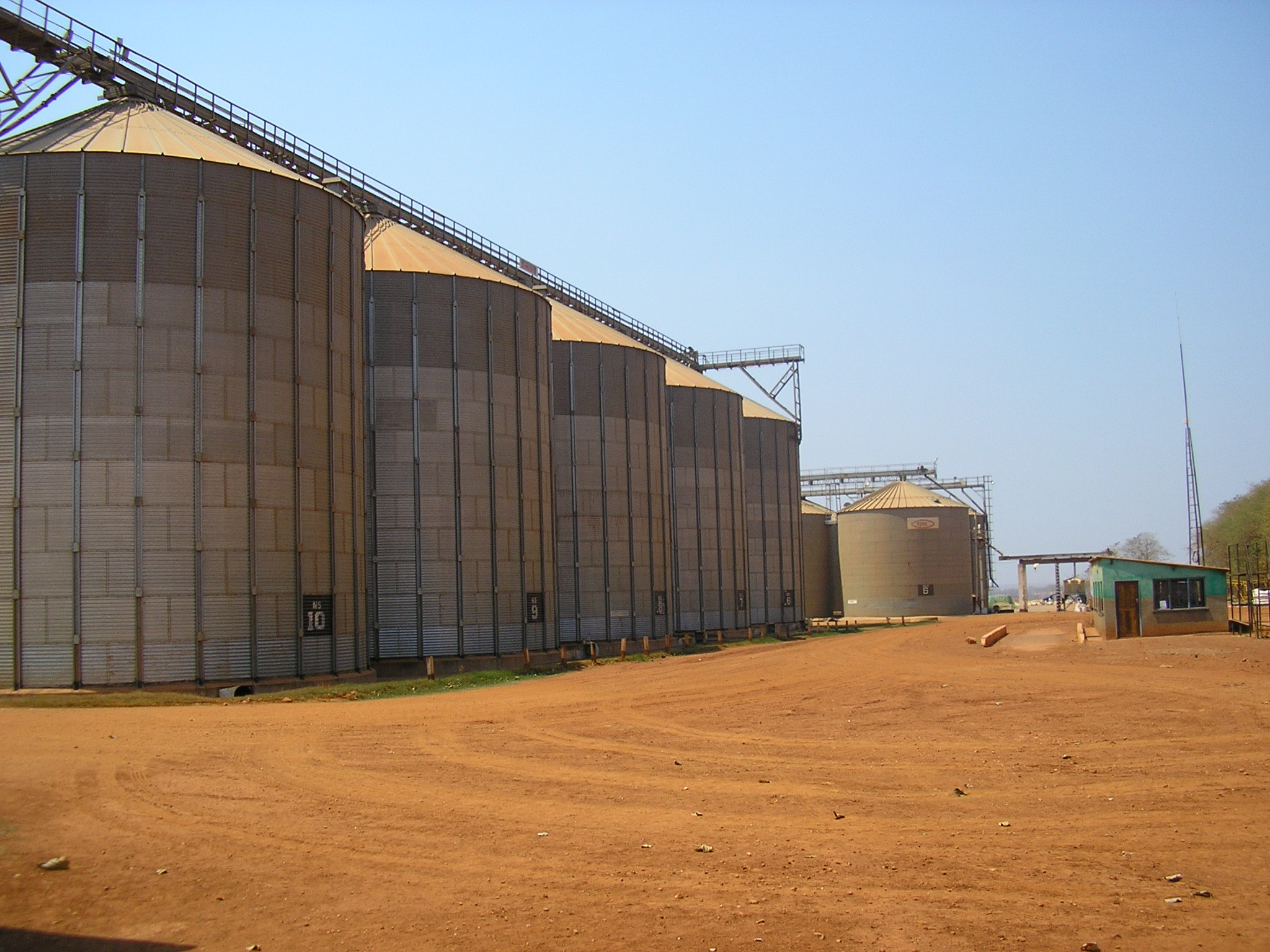
Getreidesilos: Die Landwirtschaft stellt einen Hauptbeschäftigungszweig in Sambia dar

80 % der Bevölkerung sind in der Landwirtschaft beschäftigt, weitere 14 % im Bergbau. Die Landwirtschaft beschäftigt also einen Großteil der sambischen Erwerbstätigen, erwirtschaftet aber nur 5 % der Bruttoinlandsprodukts Sambias. Um die Produktivität der sambischen Landwirtschaft zu stärken, wurde 2017 das Zambia Agribusiness and Trade Project ins Leben gerufen. Die Kupferindustrie ist eine der Hauptquellen des Bruttoinlandsproduktes und der Staatseinnahmen. Kupfer und Kobalt steuern mehr als 75 % (1997) der sambischen Exporteinnahmen bei, während weitere 3 % durch andere Bergbauprodukte wie Blei, Zink oder Edelsteine erwirtschaftet werden. Durch die starke Bedeutung des Kupferbergbaus wurde Sambia in den letzten Jahren stark durch die Probleme dieses Sektors getroffen. So ging die Kupferproduktion von 755.000 Tonnen im Jahr 1969 bis auf 260.000 Tonnen (1999) zurück, was einem Weltmarktanteil von 2,1 % entsprach und Sambia 1999 auf Platz zwölf der kupferproduzierenden Länder stellte. Bedingt durch die steigenden Kupferpreise konnte die Produktion im Jahre 2005 wieder auf 550.000 Tonnen gesteigert werden. In der Bergbauindustrie Sambias sind zurzeit etwa 37.000 Menschen beschäftigt. Damit ist die Kupferindustrie der wichtigste private Arbeitgeber.
Seit 1976 ist Sambia mit dem Hafen Daressalam in Tansania durch die Tanzania–Zambia Railway (TAZARA), den Tanzam Highway und eine Ölpipeline verbunden.
Mit dem Fall des Kupferpreises ab den 1970er Jahren geriet das Land in eine wirtschaftliche Krise. Es gab keinen weiteren wirtschaftstragenden Sektor mehr. Es folgten Importkontrollen. Der Staat achtete darauf, dass die sambische Agrarproduktion nur im Inland vermarktet wurde, und blockierte so eine Agrarerzeugung für den Weltmarkt.
Ab 1991 erzwangen IMF und Weltbank etliche Reformen, darunter die Privatisierung der Kupferproduktion und der Zulieferbetriebe für die Agrarwirtschaft. Trotzdem ist bis heute der staatliche Einfluss bei der Verteilung von Saaten und Kunstdünger überall präsent.
Die Privatisierung hatte nicht nur positive Folgen, denn die staatlichen Agenturen wurden nur für lukrative Gegenden verkauft und brachen zu anderen Teilen einfach weg. Schwache Regionen, vor allem schwer erreichbare, standen plötzlich ohne jede Versorgung da. Im Bangweulubecken und in den oberen Sambesiprovinzen hat das zur Verarmung geführt. Zudem wurden Preisschwankungen prinzipiell zu Lasten der Bauern genutzt. Dazu kamen eine hohe Inflation der Landeswährung Kwacha und demgemäß hohe Kreditzinsen.

Entwicklung des realen Bruttoinlandsprodukts pro Kopf seit 1950

Zu den größten Agrarkonzernen Sambias zählt Zambeef, der neben der Produktion von Rind-, Schweine- und Hühnerfleisch, Milchprodukten, Getreide (etwa Weizen und Soja), Speiseöl, Leder und Futtermitteln auch Schlachtereien, Lebensmittelläden und eine Fast-Food-Kette betreibt.
Im Global Competitiveness Index, der die Wettbewerbsfähigkeit eines Landes misst, belegte Sambia Platz 118 von 137 Ländern (Stand 2017–18). Der Index für wirtschaftliche Freiheit 2024 des Landes war der 153 höchste von 176 Ländern.
Im Zuge der COVID-19-Pandemie wurde Sambia im Oktober/November 2020 formell zahlungsunfähig, nachdem es zwei Kreditraten bei seinen Gläubigern nicht mehr bediente. Der bei der Präsidentschaftswahl im August 2021 neu gewählte Präsident Hakainde Hichilema fand nach eigenem Bekunden eine „leere Staatskasse“ vor. Die Staatsverschuldung Sambias wurde durch die neu ins Amt gekommene Regierung unter Hichilema mit 31 Milliarden US$, entsprechend 115 Prozent des Bruttoinlandprodukts beziffert. 17 Milliarden US$ waren ausländischen Gläubigern geschuldet, darunter etwa einem Drittel Gläubigern aus der Volksrepublik China. Es gelang, die Inflation deutlich auf einstellige Werte im Jahr 2022 zu senken. Am 31. August 2022 erhielt Sambia einen Kredit des Internationalen Währungsfonds in Höhe von 1,3 Milliarden US$, der an Bedingungen wie eine gütliche Einigung mit den Kreditgebern geknüpft war. Nach Monaten zäher Verhandlungen wurde am 23. Juni 2023 ein Übereinkommen über die Umstrukturierung von 6,3 Milliarden US$ Schulden mit den staatlichen Geldgebern Sambias (hauptsächlich der Volksrepublik China) erzielt. Das Abkommen wurde als Erfolg der sambischen Regierung und wesentlicher Meilenstein bei der Stabilisierung der sambischen Wirtschaft bewertet, da es der Regierung unter Präsident Hichilema wieder mehr finanziellen Spielraum verschaffte.
Da Sambias Wirtschaft stark von der Kupferindustrie abhängig ist, verändert sich der nationale Währungskurs gemäß dem Kupferpreis.
Das Land führt eine Wertpapierbörse, die als Lusaka Stock Exchange bekannt ist.
| Jahr                                    | 2010   | 2015   | 2016   | 2017  | 2018  | 2019  | 2020   | 2021   | 2022   | 2023   |
| --------------------------------------- | ------ | ------ | ------ | ----- | ----- | ----- | ------ | ------ | ------ | ------ |
| BIP in Mrd. USD (Kaufkraftparität)      | 38,4   | 53,6   | 56,1   | 59,2  | 61,9  | 62,2  | 60,2   | 68,7   | 77,4   | 84,5   |
| BIP pro Kopf in USD (Kaufkraftparität)  | 2.783  | 3.298  | 3.348  | 3.420 | 3.469 | 3.386 | 3.179  | 3.527  | 3.868  | 4.110  |
| BIP-Wachstum (real)                     | 10,3 % | 2,9 %  | 3,8 %  | 3,5 % | 4,0 % | 1,4 % | −2,8 % | 6,2 %  | 5,3 %  | 5,4 %  |
| Inflation (in Prozent)                  | 8,5 %  | 10,1 % | 17,9 % | 6,6 % | 7,5 % | 9,2 % | 15,7 % | 22,0 % | 11,0 % | 10,9 % |
| Staatsverschuldung (in Prozent des BIP) | 19 %   | 62 %   | 58 %   | 63 %  | 75 %  | 94 %  | 140 %  | 111 %  | 99 %   | 127 %  |

### Staatshaushalt

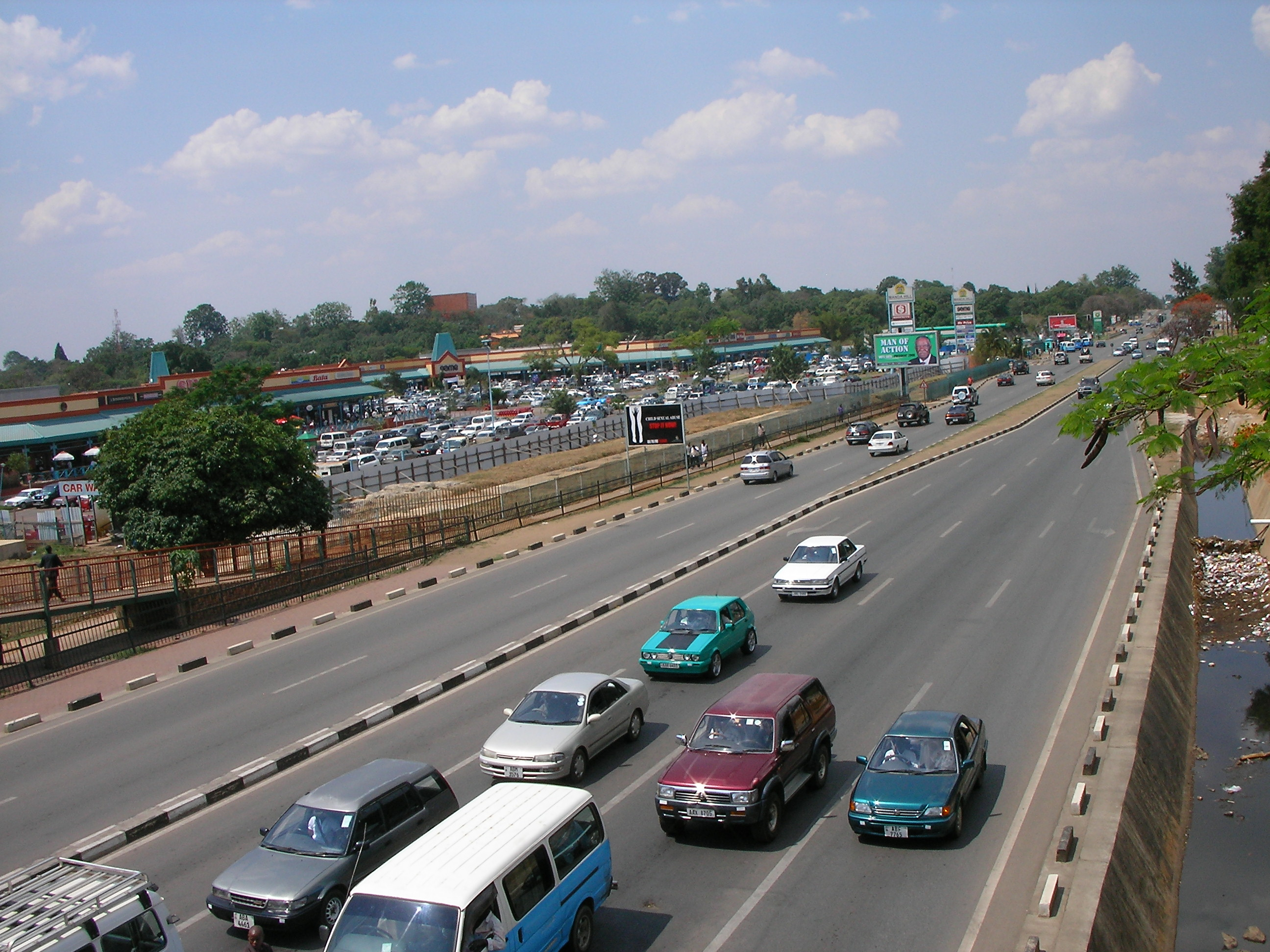
Straßenverkehr in Lusaka

Der Staatshaushalt umfasste 2016 Ausgaben von umgerechnet 5,0 Milliarden US-Dollar, dem standen Einnahmen von umgerechnet 3,4 Milliarden US-Dollar gegenüber. Daraus ergibt sich ein Haushaltsdefizit in Höhe von 7,4 % des BIP.
Die Staatsverschuldung betrug 2016 12,9 Milliarden US-Dollar oder 57,5 % des BIP.
2006 betrug der Anteil der Staatsausgaben (in % des BIP) folgender Bereiche:
- Gesundheit:[83] 15,2 %
- Bildung:[26] 2,8 % (2005)
- Militär:[26] 1,8 % (2005)

Das Labour Institute of Zambia sprach 2018 von weiteren, verdeckten Schulden: Über die offiziellen 9,3 Mrd US$ hinaus sei das Land mit 6 Mrd. US$ bei China und mit 5 Mrd. US$ intern verschuldet.
Im Rahmen der Multilateral Debt Relief Initiative (MDRI) hatte der IWF Sambia 2005 sämtliche Schulden erlassen.

### Verkehr
In Sambia kreuzen sich zwei transafrikanische Straßenrouten:
- Trans-African Highway  (TAH 4), Kairo-Gaborone-Kapstadt-Highway
- Trans-African Highway  (TAH 9), Beira-Lobito-Highway

## Kultur

### Medien
Die Nichtregierungsorganisation Reporter ohne Grenzen sieht in Sambia erkennbare Probleme für die Pressefreiheit. Im Jahr 2022 nutzten 31,2 Prozent der Einwohner Sambias das Internet.

### Küche
Das weitverbreitetste Gericht Sambias ist Nshima mit Ndiko. Nshima bezeichnet einen aus feinem, weißem Maismehl gekochten Maisbrei. Ndiko ist die Bezeichnung für verschiedene Soßen, etwa aus Spinat, Grünkohl, Tomaten, Okra oder Erdnüssen. Aus dem Nshima formt man mit der rechten Hand einen kleinen Ball, den man in die Soßen eintunkt und zum Mund führt. Die Kolonialküche hat zur Verbreitung einiger traditionell britischer Gerichte geführt, bspw. English Breakfast. In den Städten Lusaka und Livingstone sind chinesische, libanesische und italienische Restaurants häufig zu finden.

### Sport
Fußball gilt in Sambia als Nationalsport, während Boxen, Netball, Squash, Rugby Union, Cricket, Golf und Leichtathletik ebenfalls eine gewisse Beliebtheit aufweisen. Beim Flugunfall der DHC-5 Buffalo AF-319 der sambischen Luftstreitkräfte kam die gesamte sambische Fußballnationalmannschaft während der Qualifikation zur Fußball-Weltmeisterschaft 1994 ums Leben. Der sambischen Fußballnationalmannschaft gelang mit dem Gewinn des Afrika-Cup 2012 der bisher größte Erfolg. Die Frauen-Nationalmannschaft konnte sich für die Olympischen Spiele 2020 und die Weltmeisterschaft 2023 qualifizieren.
Sambische Spieler wurden in der Vergangenheit zusammen mit Spielern aus Kenia, Uganda und Tansania für die Ostafrikanische Cricket-Nationalmannschaft berufen, die am ersten Cricket World Cup 1975 in England teilnahm. Danach stellte Sambia zusammen mit Malawi, Tansania und Uganda Spieler für die Ost- und Zentralafrikanische Cricket-Nationalmannschaft zur Verfügung. Seit 2003 wird das Land von seiner eigenen Nationalmannschaft vertreten, qualifizierte sich jedoch bisher nicht für ein internationales Cricketturnier.
Sambia ist einer der Teilnehmer bei der Rugby-Union-Afrikameisterschaft und trifft dort auf andere aufstrebende Nationalmannschaften.
Special Olympics Sambia wurde 1999 gegründet und nahm mehrmals an Special Olympics Weltspielen teil.

### Landeseigene Links
- Republic of Zambia: Government of the Republic of Zambia Web Portal. Auf www.zambia.gov.zm (englisch). Offizielle Seite der Regierung der Republik Sambia.
- Republic of Zambia: Central Statistical Office (CSO). Auf www.zamstats.gov.zm (englisch).
- Republic of Zambia: Zambia Tourism Board. Auf www.zambiatourism.com (englisch).
- Republic of Zambia: Fifth National Development Plan 2006–2010. Auf www.cspr.org.zm (PDF-Datei; 2,00 MB; englisch).

### Landesprofil bei Ministerien deutschsprachiger Staaten
- Auswärtiges Amt (D): Sambia. Auf www.auswaertiges-amt.de.
- Bundesministerium für europäische und internationale Angelegenheiten (A): Länderspezifische Reiseinformation: Sambia. Auf www.bmeia.gv.at.
- Eidgenössisches Departement für auswärtige Angelegenheiten (CH): Südliches Afrika. Auf www.eda.admin.ch.

### Internationale Links
- United Nations: United Nations Statistics Division. Zambia. Auf www.data.un.org (englisch).
- The World Bank: Countries. Zambia. Auf www.worldbank.org (englisch).
- US-Government: CIA World Fact Book. Zambia. Auf www.cia.gov (englisch).
- Media Institute of Southern Africa: Zambia. Fast Facts. Auf www.zambia.misa.org (englisch).
- Electoral Institute for Sustainable Democracy in Africa: African Democracy Encyclopaedia Project: Zambia. Auf www.eisa.org (englisch).
- WHO: Zambia. Auf www.afro.who.int (englisch).
- Welternährungsprogramm der Vereinten Nationen: Zambia. Auf www.wfp.org (englisch).
- UNHCR: 2014 Zambia. Auf www.unhcr.org (englisch).
- Minority Rights Group International: Zambia. Auf www.minorityrights.org (englisch).
- UNCTAD: Voluntary peer review of competition law and policy. Zambia. Auf www.unctad.org (englisch).